# 6211 Tsubame
6211 Tsubame eller 1991 DO är en asteroid i huvudbältet som upptäcktes den 19 februari 1991 av de båda japanska astronomerna Shigeru Inoda och Takeshi Urata i Karasuyama. Den är uppkallad efter det japanska expresståget Tsubame.
Asteroiden har en diameter på ungefär 5 kilometer och den tillhör asteroidgruppen Gefion.